# Вулканы Доминики
Содружество Доминики — государство, находящееся на острове Доминика, который находится в Карибском море Атлантического океана и входит в состав архипелага Малые Антильские острова. На территории Содружества Доминика 5 вулканов:
| Название          | Высота (в метрах) | Координаты                  | Дата последнего извержения | Дата последнего извержения | Дата последнего извержения | Дата последнего извержения | Дата последнего извержения | Дата последнего извержения |
| ----------------- | ----------------- | --------------------------- | -------------------------- | -------------------------- | -------------------------- | -------------------------- | -------------------------- | -------------------------- |
| Название          | Высота (в метрах) | Координаты                  | Геохронологическая шкала   | Геохронологическая шкала   | Геохронологическая шкала   | Геохронологическая шкала   |                            | Год                        |
| Название          | Высота (в метрах) | Координаты                  | Эон                        | Эра                        | Период                     | Отдел                      | Ярус                       | Год                        |
| Морн-аукс-Диаблес | 861               | 15,612° с. ш. 61,43° в. д.  | Фанерозой                  | Кайнозой                   | Четвертичный               | Голоцен                    | ?                          | ?                          |
| Морн-Диаблотинс   | 1430              | 15,502° с. ш. 61,397° в. д. | Фанерозой                  | Кайнозой                   | Четвертичный               | Голоцен                    | ?                          | ?                          |
| Морн-Плэт-Пэйс    | 940               | 15,255° с. ш. 61,341° в. д. | Фанерозой                  | Кайнозой                   | Четвертичный               | Голоцен                    | Мегхалайский               | 1270                       |
| Морн-Труа-Питон   | 1387              | 15,37° с. ш. 61,33° в. д.   | Фанерозой                  | Кайнозой                   | Четвертичный               | Голоцен                    | Мегхалайский               | 920                        |
| Морн-Уотт         | 1224              | 15,307° с. ш. 61,305° в. д. | Фанерозой                  | Кайнозой                   | Четвертичный               | Голоцен                    | Мегхалайский               | 1997                       |